# Hovops mariensis
Hovops mariensis is een spinnensoort in de taxonomische indeling van de Selenopidae.
Het dier behoort tot het geslacht Hovops. De wetenschappelijke naam van de soort werd voor het eerst geldig gepubliceerd in 1908 door Embrik Strand.